# Kopparbergs läns östra valkrets
Kopparbergs läns östra valkrets var vid valen 1911–1920 till andra kammaren en egen valkrets med tre mandat. Valkretsen avskaffades inför valet 1921, då hela Kopparbergs län bildade Kopparbergs läns valkrets.
Valkretsen omfattade Falu domsagas norra tingslag, Folkare härad, Hedemora tingslag samt städerna Falun, Hedemora och Säter.

## Riksdagsmän

### 1912–vårsessionen 1914
- Samuel Söderberg, lmb
- Theodor af Callerholm, lib s (1/1–4/2 1912)
  - Sven Carlson, lib s (28/2 1912–1914)
- Robert Jansson, s

### Höstsessionen 1914
- Samuel Söderberg, lmb
- Ernst Lyberg, lib s
- Robert Jansson, s

### 1915–1917
- Samuel Söderberg, lmb
- Axel Gylfe, s
- Robert Jansson, s

### 1918–1920
- Carl Gustaf Olsson, bf
- Axel Gylfe, s
- Robert Jansson, s

### 1921
- Johan Emil Ericsson, bf
- Ollas Erik Eriksson, lib s
- Robert Jansson, s

## Valresultat

### 1911
| Parti                | Parti                                     | Röster         | Röster | Röster | Mandatfördelning | Mandatfördelning |
| Parti                | Parti                                     | Antal          | %      | +− %   | Antal            | +−               |
| -------------------- | ----------------------------------------- | -------------- | ------ | ------ | ---------------- | ---------------- |
|                      | Liberala samlingspartiet                  | 3 192          | 39,71  | —      | 1                | —                |
|                      | Sveriges socialdemokratiska arbetareparti | 3 070          | 38,20  | —      | 1                | —                |
|                      | Allmänna valmansförbundet                 | 1 775          | 22,08  | —      | 1                | —                |
|                      | Övriga partier                            | 1              | 0,01   | —      | —                | —                |
| Antal giltiga röster | Antal giltiga röster                      | 8 038          | 100,0  |        | 3                |                  |
| Ogiltiga röster      | Ogiltiga röster                           | 18             |        |        |                  |                  |
| Totalt               | Totalt                                    | 8 056 (53,9 %) |        |        |                  |                  |

Allmänna valmansförbundet (M) ställde upp till val med partibeteckningen De borgerliga.
Liberalerna (L) ställde upp till val med partibeteckningen De frisinnade.
Socialdemokraterna (S) ställde upp till val med partibeteckningen Arbetarepartiet.
Rösterna på övriga partier hade beteckningen Fria gruppen.
Inför valet upptogs 18 695 personer i röstlängden. Av dessa var 14 952 (80,0 %) personer röstberättigade och 3 743 (20,0 %) icke röstberättigade.

### Våren 1914
| Parti                | Parti                                     | Röster          | Röster | Röster | Mandatfördelning | Mandatfördelning |
| Parti                | Parti                                     | Antal           | %      | +− %   | Antal            | +−               |
| -------------------- | ----------------------------------------- | --------------- | ------ | ------ | ---------------- | ---------------- |
|                      | Sveriges socialdemokratiska arbetareparti | 4 873           | 46,23  | +8,03  | 1                | 0                |
|                      | Liberala samlingspartiet                  | 2 928           | 27,78  | -11,93 | 1                | 0                |
|                      | Allmänna valmansförbundet                 | 2 739           | 25,98  | +3,90  | 1                | 0                |
|                      | Övriga partier                            | 1               | 0,01   | 0      | —                | —                |
| Antal giltiga röster | Antal giltiga röster                      | 10 541          | 100,0  |        | 3                |                  |
| Ogiltiga röster      | Ogiltiga röster                           | 10              |        |        |                  |                  |
| Totalt               | Totalt                                    | 10 551 (68,9 %) |        |        |                  |                  |

Allmänna valmansförbundet (M) ställde upp till val med partibeteckningen Försvarsvännerna. 1 röst hade partibeteckningen De moderata.
Liberalerna (L) ställde upp till val med partibeteckningen Frisinnade och nykterhetsvänner. 1 röst hade partibeteckningen De frisinnade.
Socialdemokraterna (S) ställde upp till val med partibeteckningen Arbetarpartiet.
Rösterna på övriga partier hade beteckningen Fria gruppen.
Inför valet upptogs 19 243 personer i röstlängden. Av dessa var 15 303 (79,5 %) personer röstberättigade och 3 940 (20,5 %) icke röstberättigade.